# ヴィトルト・ピレツキ
ヴィトルト・ピレツキ（ポーランド語: Witold Pilecki、ポーランド語発音: [ˈvitɔlt piˈlɛt͡skʲi]、1901年5月13日 - 1948年5月25日）は、ポーランド人の軍人、諜報部員、レジスタンス運動リーダー。ポーランド軍騎兵士官としてポーランド・ソビエト戦争を戦い、第二次世界大戦の勃発後はドイツ占領下となったポーランドで抵抗組織TAP（ポーランド秘密軍）を結成、さらに抵抗組織国内軍(AK) の一員として活動を続けた。カトリック教徒である。
アウシュヴィッツに自ら収容され脱出したエージェントである。
1940年9月、内情を探るために自ら志願してアウシュヴィッツ強制収容所に潜入し、収容者による抵抗運動を組織するなどの活動を行った後、1943年4月脱獄に成功、後にアウシュヴィッツの実態とホロコーストについて言及した連合国側初の報告書『アウシュヴィッツ潜入記』を書いた。
1944年8月のワルシャワ蜂起でも部隊を率いて戦い「勇者の中の勇者」と讃えられ、大戦末期にはヴワディスワフ・アンデルスの下で諜報活動を行ったが、ポーランド亡命政府側であったピレツキは大戦後の1947年3月にワルシャワで共産党政権当局に逮捕され、拷問と見せしめ裁判の末にモコトゥフ刑務所で処刑された。

## 生い立ち
1901年5月13日、ロシア帝国領カレリア地方のオロネツに生まれる。
ヴィトルトの祖父ユゼフはベラルーシ西部のグロドノ地方に出自をもつポーランド貴族（シュラフタ）の家系で小地主階級だったが、ポーランド愛国運動に傾倒して1863年から1864年にかけての1月蜂起でロシア帝国からの分離派を支持した。このため蜂起が分離派の敗北に終わった際に反乱を支持した他の貴族たちと同じくその地位を剥奪され、リダ近郊の不動産も政府に没収、自らも7年間のシベリア流刑に処された。ユゼフの釈放後、一家はロシア帝国当局によってカレリアに強制移住させられ、以後30年間カレリア以外で生活することが禁じられた。また法律によりロシア政府関連以外で職を得ることも認められなかった。
ヴィトルトの父ユリアンはサンクトペテルブルクの森林学校で学んだ後、カレリアで森林監督官となり、オロネツに移住した後同僚の娘ルドヴィカと結婚して5人の子どもをもうけた。ヴィトルトは5人きょうだいの4番目である。1910年、ルドヴィカと子供達はロシア帝国北西地域へ移住したが、ロシア国籍への同化を強要されそうになったため父親合流後にヴィルノ（現在リトアニア共和国ヴィリニュス）へと移り住んだ。ヴィトルトはヴィルノで小学校を卒業し、正式発足前のボーイスカウト（ZHP）のメンバーとなった。第1次世界大戦中の1915年9月5日、ヴィルノがドイツ帝国軍に占領されドイツ軍東部全軍最高司令部 (オーベル・オスト)の統治下に置かれたとき、ピレツキ一家はベラルーシ東部のマヒリョウへと逃れた。1916年、ロシアのオリョールへ移住したヴィトルト・ピレツキは同地でギムナジウムに通い、ZHPのオリョール支部を立ち上げている。

### ポーランド・ソビエト戦争
1918年、ロシア革命の勃発と第一次世界大戦における中央同盟国側敗北後、17歳のピレツキはポーランド第二共和国の一部となったヴィルノへ戻り、ヴワディスワフ・ヴェイトコ将軍の下、白軍と連携する準軍事組織リトアニア・ベラルーシ自衛軍のZHPスカウト部門に所属した。自衛軍は退却するドイツ軍を武装解除させ、ソビエト赤軍の攻撃に対するため街の守備にあたった。しかし1919年1月5日にヴィルノはボリシェビキ軍によって陥落、ピレツキの部隊はソビエト軍の背後でパルチザン戦闘を行った。その後仲間と共にビャウィストクに撤退したピレツキは、同地で新設のポーランド義勇軍に二等兵として入隊。1919年から1921年までイェジ・ドンブロフスキ大尉の下でポーランド・ソビエト戦争に参加した。1920年春のキエフ攻勢ではグロドノ市の防衛騎兵隊の任に就いた。1920年8月5日、第211ウーラン（ポーランド軽騎兵）連隊に加わり、ワルシャワの戦いやルドニキの森（プシュチャ・ルドニッカ）の戦いといった重要な戦闘に参加。またヴィルノ解放戦に加わり、1920年10月ジェリコフスキ叛乱軍の一員としてポーランド・リトアニア戦争に参戦。武勇記章 (Krzyż Walecznych) を二度授与された。
1921年3月のポーランド・ソビエト戦争の終結後、ピレツキは陸軍予備役に編入され兵長 (plutonowy) に昇進。同年の暮れに中等教育を修了した。1922年、ポズナン大学に短期間通学し農業を学ぶ。ほどなくヴィルノに戻ってステファン・バートリ大学（現ヴィリニュス大学）の美術学部に入学したが、経済事情と父親の健康悪化というふたつの問題のため、1924年に学業を断念せざるを得なくなった。一方、軍人（陸軍予備役）としてはノウェ・シフィエンチツェ村で軍事教練員を務め、後にグルジョンツの騎兵隊士官学校で士官訓練を受けた。卒業後、1925年7月に第26騎兵連隊に配属され旗手（准尉)となり、翌年少尉に昇進した。
1926年9月、ピレツキはノヴォグルデク県のリダ地区にある先祖伝来の土地スクルチェの家屋敷を相続し、第一次世界大戦中に破壊された邸宅を近代的に建て直した。1931年4月7日、ベラルーシ北部の村クパ出身の教師マリア（1906年 - 2002年2月6日）と結婚し、ヴィルノで2人の子供アンジェイ（1932年1月16日生）とゾフィア（1933年3月14日生）を授かる。スクルツェに移住したピレツキは、コミュニティリーダー、ソーシャルワーカー、アマチュア画家としての地域で評判となった。また、農村開発を積極的に提唱して農業協同組合を設立した他、地域の消防団の団長や牛乳加工工場の経営責任者を務めた。1932年、ピレツキはリダに騎兵訓練学校を設立し、その後すぐ新設された第1リダ中隊の隊長となる。隊は1937年にポーランド第19歩兵師団に吸収されたがピレツキはその時まで隊長を務めた。1938年、地域社会への貢献活動に対し銀功労章を受賞した。

## 第二次世界大戦
1939年8月26日、ピレツキはユゼフ・クファチシェフスキ将軍指揮下の第19歩兵師団に配属され、騎兵小隊隊長に昇進した。1939年9月1日、ドイツ軍がポーランド領内に侵攻（ポーランド侵攻）。ピレツキ小隊もドイツ軍と激しい戦闘を繰り広げたが9月10日の戦闘で小隊は壊滅状態となり南東ルヴフ（現ウクライナ）およびルーマニア橋頭堡へと撤退した。第41歩兵師団に組み込まれたピレツキは、ヤン・ヴォダルキエヴィチ少佐の下で副師団長を務め、部下と共にドイツ軍の戦車を7両破壊し、航空機1機を撃墜、地上でさらに2機を破壊した。
9月17日、ドイツと独ソ不可侵条約を結んだソ連がポーランド東部に侵攻。9月27日にワルシャワが陥落した後もピレツキはパルチザンとして部下と共に戦闘を継続した。10月17日に部隊は解散し一部は降伏したが、ピレツキはヴォダルキエヴィチ少佐と共にワルシャワに潜伏した。11月9日ポーランド初の地下組織TAP（Tajna Armia Polska、ポーランド秘密軍）を結成.。ピレツキはTAP司令となりその範囲をワルシャワ、シェドルツェ、ラドム、ルブリンなどポーランド中央部の主要都市に拡大、1940年時点で兵数8,000人、機関銃20丁、対戦車ライフル数丁の戦力を整えた。なおピレツキは表向きは雑貨店店主であった。TAPはその後武装闘争連合　(en:Union for Armed Struggle、Związek Walki Zbrojnej)に編入され、やがてポーランド国内軍 (Armia Krajowa, AK)の母体となった。AKでは元TAP員はヴァフラシ （Wachlarz =「扇」）の核となっていった。

## アウシュヴィッツ潜入

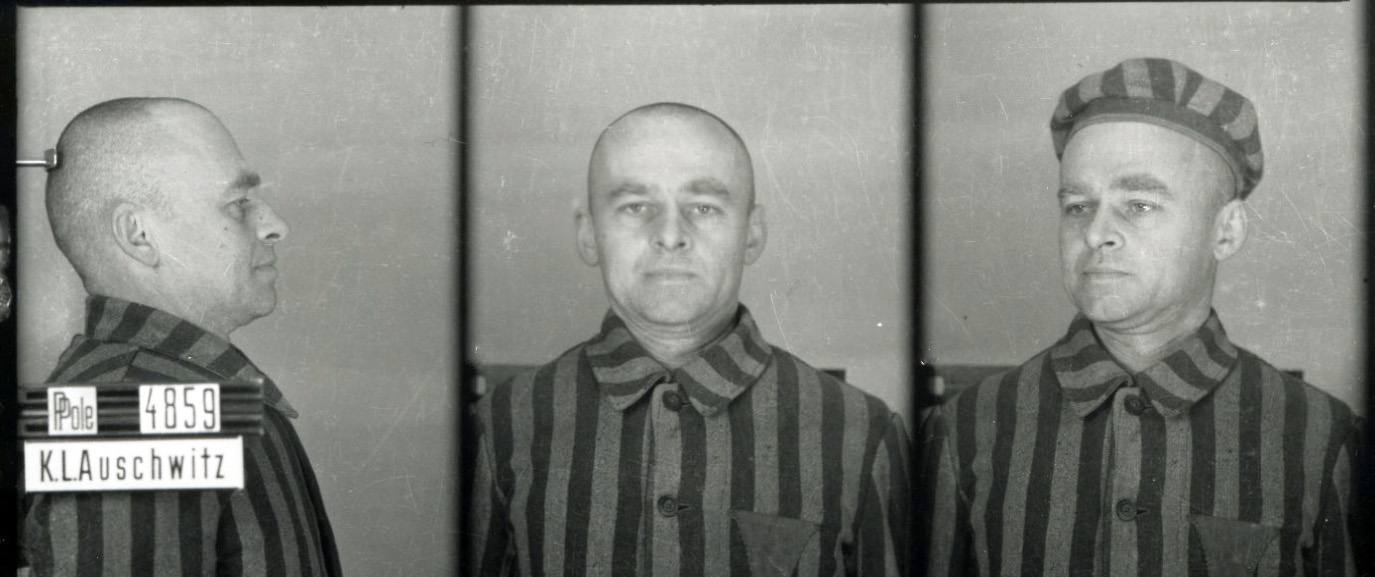
1940年、アウシュヴィッツの囚人となったヴィトルド・ピレツキ、囚人番号4859

1940年、ピレツキはオシフィエンチム（ドイツ名：アウシュヴィッツ）にあるアウシュヴィッツ強制収容所へ潜入し、内部から情報を集め収容者による抵抗組織を作ることを上官に提案した。この時点では、ドイツ人がどのようにこの収容所を運営していたかについてほとんど知られておらず、「アウシュヴィッツ」は死の収容所ではなく単なる捕虜収容所または大規模な刑務所と考えられていた。ピレツキの上官はこの計画を承認し、「トマシュ・セラフィンスキ Tomasz Serafiński」という偽の身分証明書をピレツキに与えた。1940年9月19日、一斉検挙が行われるのを承知の上でワルシャワ通りに向かい、ヴワディスワフ・バルトシェフスキ（後の外務大臣）ら市民2千人とともにドイツ軍に捕えられた。
ピレツキは兵舎に2日間拘留されゴム製警棒で殴られるなどした後、アウシュヴィッツに送られ囚人番号4859を与えられた。収容中、ピレツキは国内軍（AK）中尉に昇進した[。

ピレツキは様々な刑務をこなし肺炎にかかりながらもアウシュヴィッツに地下組織 (ZOW)を作り、やがて収容所内の多くの小規模抵抗組織がZOWに合流していった。
ZOWは、被収容者の士気高揚、外部からの情報提供、メンバーへの追加の食糧・衣服の供給、情報網の構築に加え、国内軍又は英国に拠点を置くポーランド第1独立パラシュート旅団によるアウシュヴィッツ解放作戦を行った際に収容所を制圧することを目的とした組織で、ポーランド地下組織に収容所に関する貴重な情報を提供した。1940年10月からはワルシャワに報告を送り、1941年3月にはポーランド・レジスタンスを介してロンドン、英国政府にも報告内容が転送された。1942年、ピレツキのレジスタンスグループは、収容所受刑者が作成した無線送信機を使用して、収容所へ到着した人数と死亡数および収容者の状態に関する詳細を放送した。この秘密ラジオ局は、アウシュヴィッツに「密輸」された部品を使用して7か月間で作られたという。1942年秋まで収容所内から放送されていたが「仲間のおしゃべり」によってラジオ局の存在がドイツ軍側に漏れることを懸念したピレツキの部下によって解体された。
ピレツキは、アウシュヴィッツの実態を知った連合国が武器およびパラシュート部隊をキャンプに投下するか、またはポーランド国内軍が外部から収容所を攻撃する日を待ち望んでいた。だが一方で、親衛隊少尉マキシミリアン・グラブナー率いる収容所ゲシュタポはZOWのメンバーの捜索に力を入れ、多くのメンバーが次々と殺害されていった。

## 脱獄
ピレツキはアウシュヴィッツからの脱獄を決意した。国内軍幹部に直接会い、収容所への救出作戦を行うよう説得するためであった。同志の工作と協力によりピレツキはフェンスの外側にある仮設の製パン所での夜勤に割り当てられた。夜勤中ピレツキと2人の同志は守衛を倒し、電話回線を切断し、1943年4月26日深夜をすぎて27日に日付がかわるころ、ドイツ軍に盗まれた書類を持ってアウシュヴィッツを脱走した。
数日間の脱獄生活の後、ピレツキは国内軍の部隊と接触した。1943年8月25日、ピレツキはワルシャワに辿り着き国内軍地方本部セクションII（諜報部）所属となった。その後の活動でステファン・ヤシェンスキらアウシュヴィッツ周辺を偵察する工作員を数名を失った結果、連合軍の助けなしにはポーランド国内軍（AK）は収容所を解放するのに十分な力を欠くとの判断が下された。
1943年11月11日、ピレツキは騎兵大尉（Rotmistrz）に昇進、対共産主義秘密組織NIEに所属した。この「NIE」には、ポーランド語で「 nie（ノー、不同意）」と、「niepodległość（独立）」の語頭3文字という二つの意味合いがあり、やがて来るソ連軍のポーランド占領に対して抵抗活動を行う組織を国内軍内に準備する意図があった。このころソビエト赤軍は、収容所の攻撃距離内にあったにもかかわらず、国内軍やZOWと共同で収容所を解放しようとする動きには関心を示さなかった。ワルシャワ蜂起に加わるまで、ピレツキはZOWと国内軍AKの活動の調整役を担当し、ZOWには可能な範囲でごく限定的なサポートを提供した。

## ワルシャワ蜂起
1944年8月1日ワルシャワ蜂起が勃発すると、ピレツキはケディフ（ゲリラ部隊）の「フロブルィ2世」大隊に志願兵として加わった。当初AK大尉という実際の階級を上官に明かさず、北部市街地の中心部で一般兵として活動したが、緒戦の激しい戦闘で多くの将校が命を落したことから、階級を上官に明かしワルシャワの市街地にある第1「ワルザヴィアンカ」隊の指揮を執ることとなった。なおこのときピレツキは「ロマン大尉」という偽名を使用している。ピレツキの隊はワルシャワを東西に横切るイェロゾリムスキ大通りを2週間にわたって防衛し、ドイツ軍を足止めし続けるなど活躍した。
蜂起が鎮圧された後、ピレツキは自宅アパートに武器を隠し1944年10月5日ドイツ国防軍に降伏した。ピレツキら投降兵はドイツに移送の後シレジア、ラムズドルフ近くのVIII-B捕虜収容所に投獄された。更にバイエルン州ムルナウのオフラッグVII-A捕虜収容所に移送された後、1945年4月28日にアメリカ合衆国第12機甲師団によって解放された。

## ポーランド共産主義政権

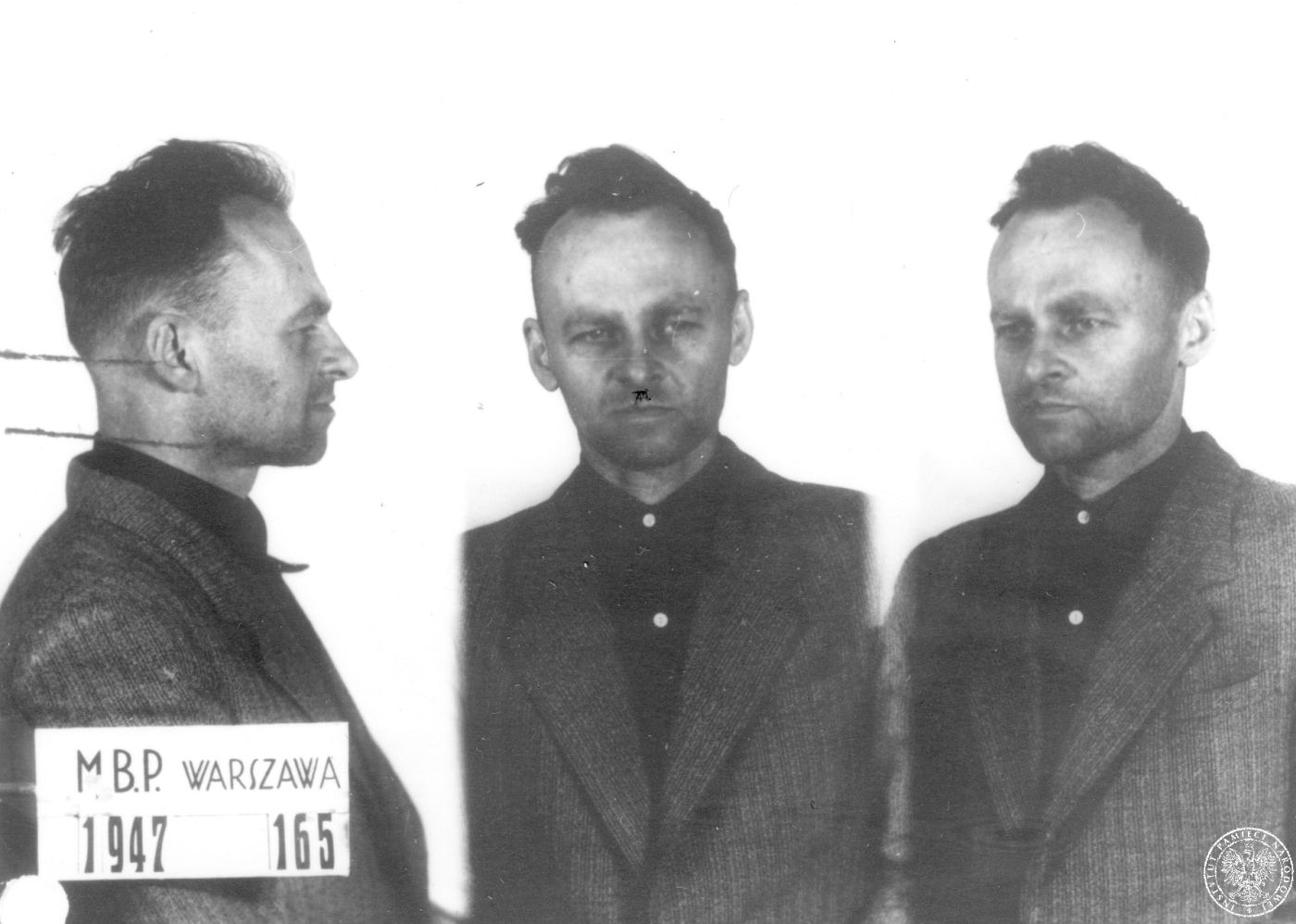
モコトゥフ刑務所で撮影されたピレツキのマグショット（1947年）。

1945年7月、ピレツキはムルナウを去りイタリア中部、アドリア海に面する港湾都市アンコーナで、ヴワディスワフ・アンデルス将軍指揮するポーランド第2軍諜報部に配属された。この時ピレツキはアウシュヴィッツでの自身の経験についてモノグラフを書きはじめた。
1945年10月、ポーランド亡命政府とソ連の後押しするボレスワフ・ビェルト政権との関係が悪化したため、アンダルス将軍と情報部長スタニスワフ・キヤク中佐は、ポーランドに戻ってソビエト占領下における一般的な軍事および政治状況について調査、報告するようピレツキに命じた。
1945年12月、ワルシャワに到着したピレツキはまず情報網の構築に着手、アウシュヴィッツで抵抗運動に協力した者やTAPの協力者などと連絡をとった。
偽名を複数使い、職業を宝石商、ワインボトルのラベル描き、倉庫建設の夜間現場監督などと偽って活動した。1946年7月にはポーランド公安省(MBP)に身元がばれ国外退去を命じられたがこれを拒否している。
1947年4月、ピレツキはソ連が1939年から1941年までの占領期にポーランドで行った残虐行為や国内軍退役兵および西部ポーランド武装軍元兵士らに対する不法逮捕や訴追（兵士らの多くは投獄された）に関する証拠を単独で収集し始めた。

## 逮捕、拷問、処刑

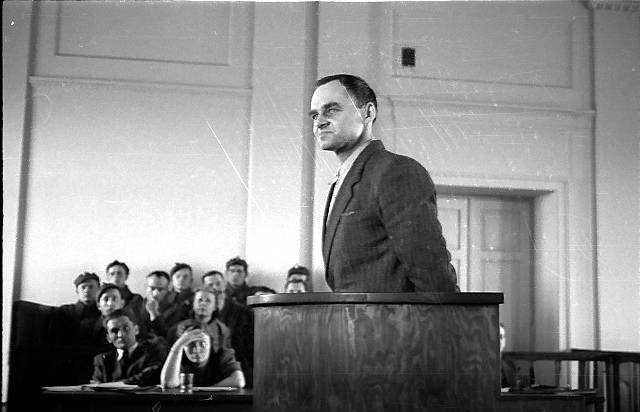
法廷に立つピレツキ（1948年）

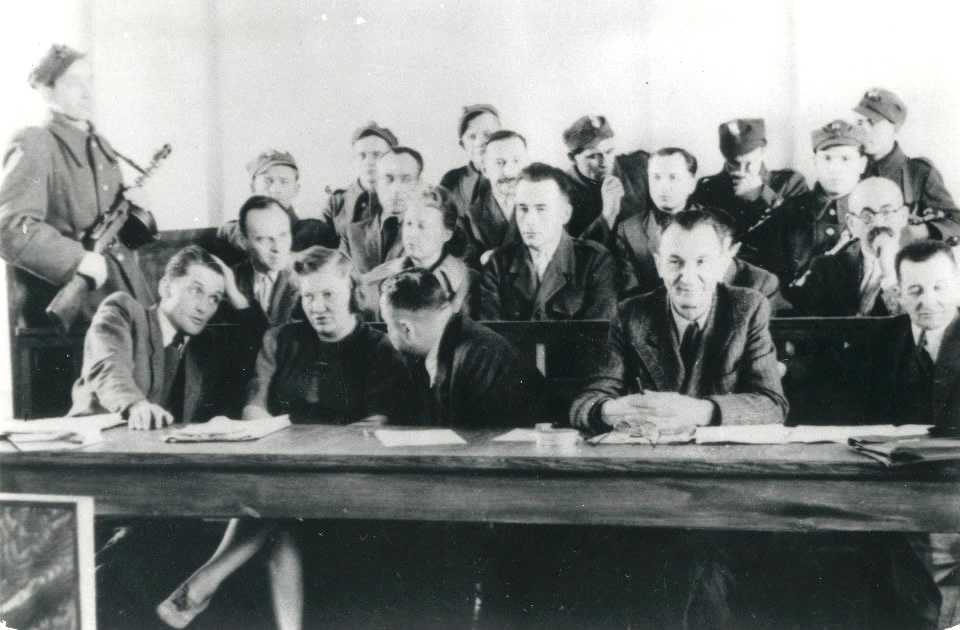
ピレツキの審理（1948年）

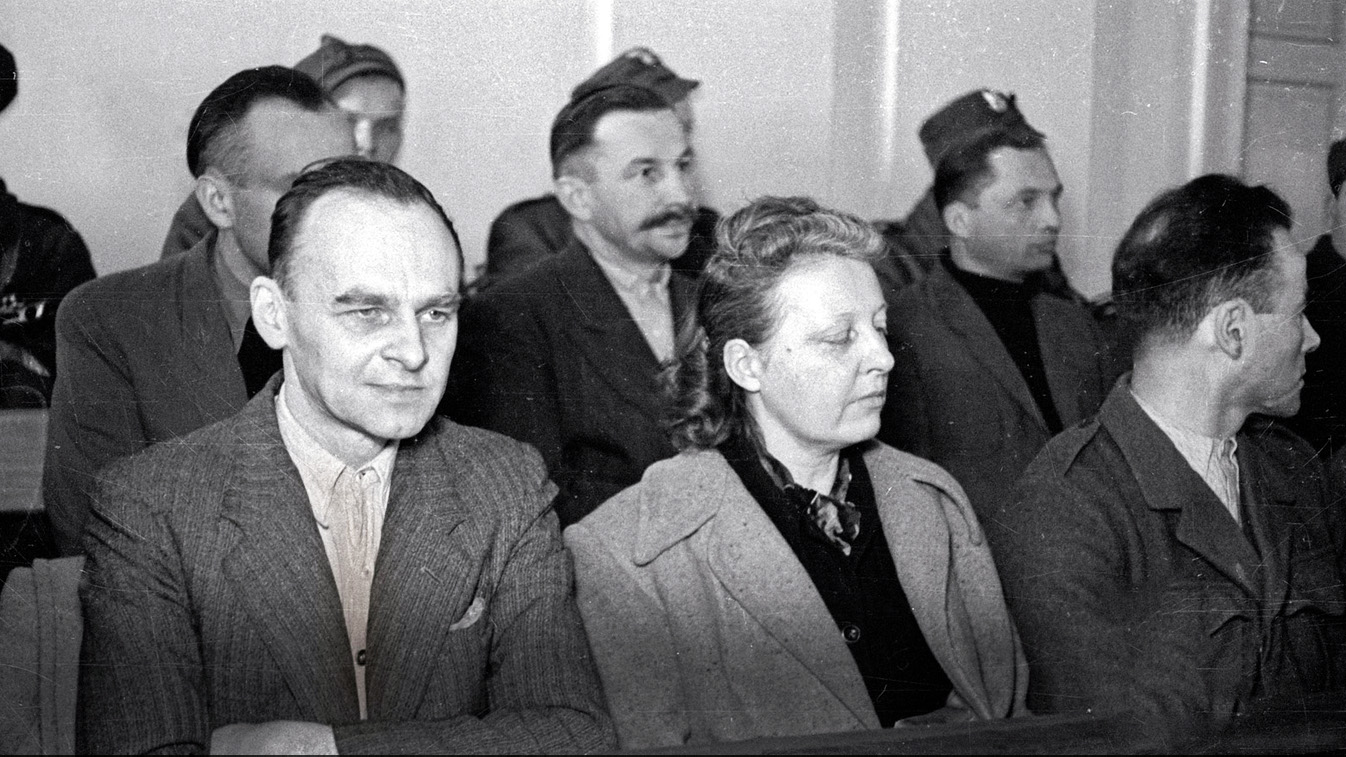
見せしめ裁判で死刑を宣告されたときのピレツキ（1948年）

1947年5月8日、ピレツキはポーランド公安省に逮捕され、裁判が始まる前に繰り返し拷問を受けた。取り調べはロマン・ロムコフスキ大佐が担当、尋問は残忍さで知られるユゼフ・ルジャインスキ大佐とS・ウィシャコフスキ、W・クラフチンスキ、J・クロシェル、T・スウォヴィアネク、エウゲニウシュ・ヒムチャク中尉らによって行われた。半年に及ぶ尋問でピレツキは両手の爪をすべて剥がされ首から下が青黒く変色するほどの凄惨な拷問を受けたが、他の囚人を守り機密情報を明かさなかった。後にピレツキは法廷で会った妻に「ここでの拷問に比べれば、アウシュヴィッツなど子供の遊びだ」と呟いている。
見せしめ裁判は1948年3月3日に開廷し、アウシュヴィッツの生存者で後にポーランド首相になるユゼフ・ツィランキェヴィチが証言台に立った。
ピレツキには密入国、偽造文書使用、軍入隊拒否、不法武器所持、アンデルス将軍の下でのスパイ活動、"外国帝国主義国"（英国諜報部）の為のスパイ活動、およびポーランド公安省高官の暗殺計画立案の容疑がかけられた。
ピレツキは暗殺およびスパイ活動については容疑を否認したが、第2師団へ情報を供与したことは認めた。ただし自分は師団の士官であるから如何なる法も犯していないと主張している。その他の容疑について有罪判決が下り、ピレツキは同志3名と共に死刑を宣告され、1948年5月25日モコトゥフ監獄でピオトル・シミェタンスキに後頭部を銃で撃たれ処刑された。死刑判決を受け裁判長から発言を許されたとき、ピレツキは次のような言葉を残している。
「私が人生の流儀としてきたのは、その最後の瞬間まで私を支配するのが恐怖ではなく、私にとってこの闘いが、祖国の独立とわがポーランドの人々の自由を勝ち取るための闘いだと得心することだった。」—小林公二「アウシュヴィッツを志願した男」講談社、p.229
ピレツキが埋葬された場所は未だ不明だが、ワルシャワのポヴォンスキ軍人墓地のどこかだとされている。
ポーランドで共産党政権が崩壊した後、オストロフ・マゾヴィエツカ墓地にピレツキの慰霊碑が建てられた。2012年、ピレツキの遺体を捜索するためポヴォンスキ墓地の一部で掘削調査が行われた。

## 復権と受容
ピレツキの見せしめ裁判と処刑は、ロンドンに亡命中のポーランド政府に関係していた元国内軍や他のメンバーに対する弾圧の一部であった。2003年、検察官のチェスワフ・チャピスキと裁判に関与した他の数人がピレツキに対する殺人の共犯で起訴された。ロムコフスキ、ルジャインスキ、オミエタスキおよびユゼフ・ツィランキエヴィッチはすでに死亡しており、チャピスキは裁判が結審する前の2004年に死去した。

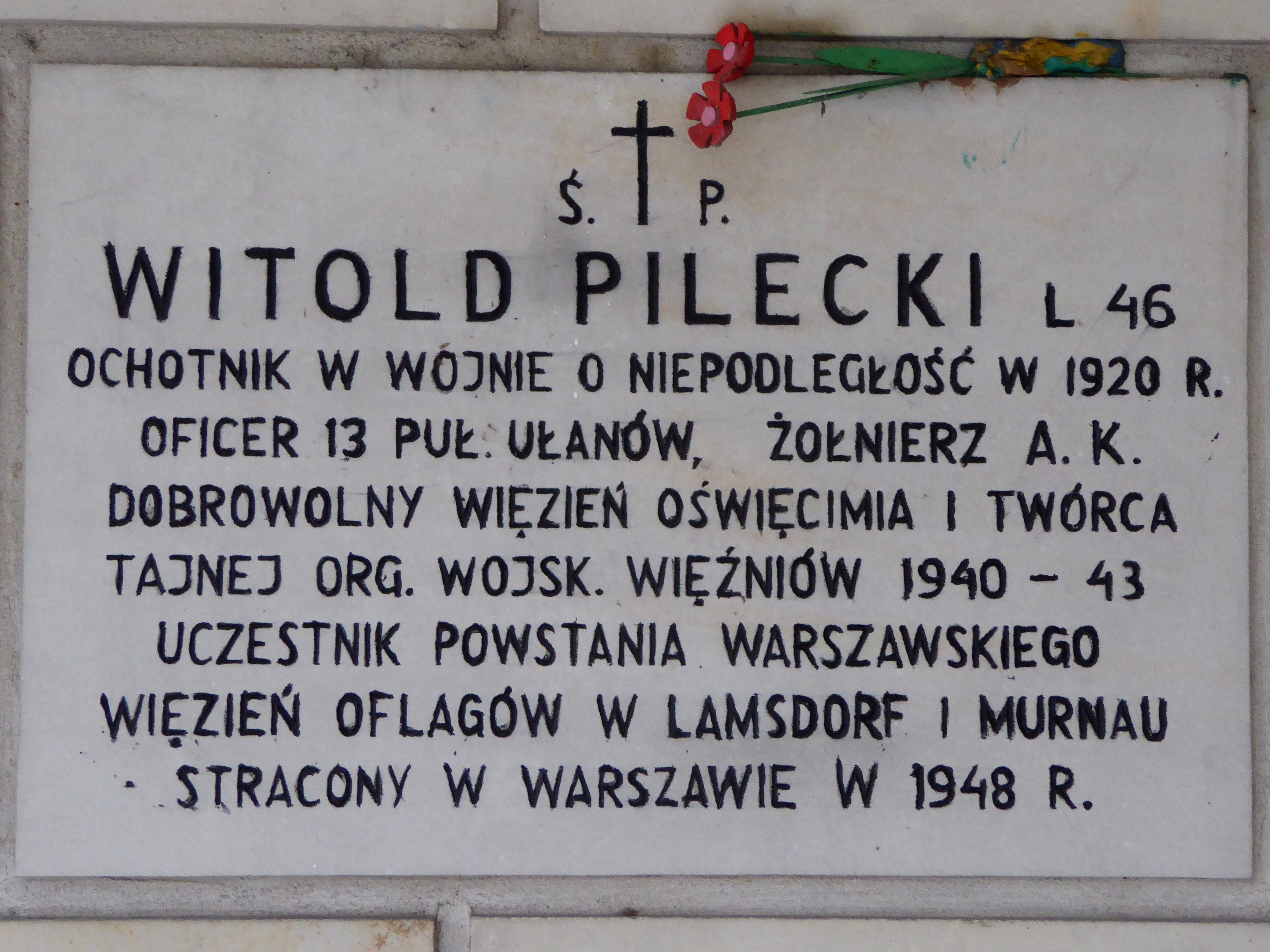
ヴィトルト・ピレツキ記念碑（ワルシャワ）

ピレツキをはじめ見せしめ裁判に処された人々の名誉は1990年10月1日に回復された。
ピレツキには1995年にポーランド復興勲章、2006年にポーランド最高位の勲章である白鷲勲章が送られた。2013年9月6日、ポーランド国防省はピレツキを大佐に特進したと発表した。
ピレツキを取り上げた映画には『Śmierć rotmistrza Pileckiego ピレツキ大尉の死(The Death of Captain Pilecki, 2006)』主演Marek Probosz、
『Pilecki (2015)』主演Mateusz Bierytなどがあり、またドキュメンタリー作品としてAgainst the Odds: Resistance in Nazi Concentration Camps (2004)、
Heroes of War: Poland (2014)などがある。
ピレツキを扱った書籍も多数あり、アウシュヴィッツ潜入についての1945年の報告書は2012年に『The Auschwitz Volunteer: Beyond Bravery』として英語で刊行され、ニューヨーク・タイムズ紙に「大変重要な歴史文書」と紹介された。同書は日本でも2020年8月に『アウシュヴィッツ潜入記』（杉浦茂樹訳）としてみすず書房から出版された。
またスウェーデン出身のヘヴィメタルバンド、サバトンの「Inmate 4859」はピレツキのアウシュヴィッツ体験を基にした曲である（「4859」はアウシュヴィッツでのピレツキの囚人番号）。

## ポーランド軍における階級
- 旗手 (ホロンジ en:chorąży) 1925年7月
- 少尉 (ポドポルチュニク en:podporucznik) 1926年
- 中尉 (ポルチュニク porucznik) 1941年（アウシュヴィッツ収容中に昇進）
- 大尉 (ロトミストゥシュ rotmistrz) 1944年2月23日[7]
- 大佐 (プウコヴニク pułkownik) 2013年9月6日（死後）[32]

## 関連文献
- Ciesielski E. Wspomnienia Oświęcimskie [Auschwitz Memoirs]. Kraków: 1968.
- Cyra, Adam. Ochotnik do Auschwitz – Witold Pilecki 1901–1948 [Volunteer for Auschwitz]. Oświęcim: 2000. ISBN 83-912000-3-5
- Cyra, Adam. Spadochroniarz Urban [Urban Paratrooper]. Oświęcim: 2005.
- Cyra, Adam and Wiesław Jan Wysocki. Rotmistrz Witold Pilecki. Oficyna Wydawnicza VOLUMEN, 1997. ISBN 83-86857-27-7
- Garlinski, Jozef. Fighting Auschwitz: the Resistance Movement in the Concentration Camp. Fawcett, 1975. ISBN 0-449-22599-2 reprinted by Time Life Education, 1993. ISBN 0-8094-8925-2 (see also review in The Times)
- Gawron, W. Ochotnik do Oświęcimia [Volunteer for Auschwitz]. Calvarianum: Auschwitz Museum, 1992.
- Patricelli, M. Il volontario [The Volunteer]. Laterza 2010. ISBN 88-420-9188-X
- Piekarski, Kon.  Escaping Hell: The Story of a Polish Underground Officer in Auschwitz and Buchenwald. Dundurn Press, 1989. ISBN 1-55002-071-4, 978-1-55002-071-7
- Pilecki, W. (Translated by Jarek Garlinski) The Auschwitz Volunteer: Beyond Bravery. Aquila Polonica, 2012. ISBN 978-1-60772-010-2, 978-1-60772-009-6
- Wysocki, Wiesław Jan. Rotmistrz Pilecki. Pomost, 1994. ISBN 83-85209-42-5